# Фидлер, Билл
Уи́льям (Билл) Джон Фи́длер (англ. William "Bill" John Fiedler; 10 января 1910, Филадельфия, Пенсильвания, США — сентябрь 1985, Брик Тауншип, Нью-Джерси, США) — американский футболист, полузащитник, игрок сборной США, участник чемпионата мира 1934 года (как запасной игрок) и Олимпийских игр 1936 года.

## Карьера

### Клубная
Билл Фидлер начал свою карьеру в клубе «Филадельфия Джерман Американс» в 1933 году. В 1935 году он стал победителем чемпионата Американской футбольной лиги, а в 1936 году вместе с клубом выиграл кубок США. Со временем он перебрался в клуб «Филадельфия Пассон», где и завершил в 1940 году карьеру футболиста.

### В сборной
Фидлера вызвали в сборную накануне чемпионата мира 1934, однако он не сыграл в тот год ни в одном из матчей. В 1935 году он участвовал в неофициальном товарищеском матче, когда в Ньюарке США принимали сборную Шотландии. Через год на Олимпиаде 1936 Фидлер сыграл в стартовом матче турнира против сборной Италии, в котором сборная США потерпела поражение 0:1. В той встрече в одном из столкновений Билл получил разрыв связок колена и больше не выступал за сборную.